# イアン・マクニース
イアン・マクニース（Ian McNeice、1950年10月2日 - ）は、イングランドの俳優、声優。
ハンプシャーベイジングストーク出身。ロンドン・アカデミー・オブ・ミュージック・アンド・ドラマティック・アート(LAMDA)に学び、ロイヤル・シェイクスピア・カンパニーで舞台に立つ。
『デューン/砂の惑星』や、『ドクター・マーティン』、『ドクター・フー』など、テレビシリーズに多く出演することで知られる。

## 主な出演作品

### 映画
- グリズリー2 Grizzly II: The Concert (1983)
- トップ・シークレット Top Secret! (1984)
- 大惨事世界大戦 Whoops Apocalypse (1986)
- Hなえっちな変態SMクラブ Personal Services (1987)
- チャーリング・クロス街84番地 84 Charing Cross Road (1987)
- 遠い夜明け Cry Freedom (1987) クレジットなし
- ジプシー/風たちの叫び The Raggedy Rawney (1988)
- 恋の掟 Valmont (1989)
- ロシア・ハウス The Russia House (1990)
- イヤー・オブ・ザ・コメット/失われたワインを追え! Year of the Comet (1992)
- ノー・エスケイプ No Escape (1994)
- ファニー・ボーン/骨まで笑って Funny Bones (1995)
- ウェールズの山 The Englishman Who Went Up a Hill But Came Down a Mountain (1995)
- ジム・キャリーのエースにおまかせ! Ace Ventura: When Nature Calls (1995)
- 美容師と野獣 The Beautician and the Beast (1997)
- 普通じゃない A Life Less Ordinary (1997)
- ホーンブロワー 海の勇者「ジブラルタルの奇襲」 Hornblower: The Examination for Lieutenant (1998) テレビ映画
- ヨセフ・アンド・ザ・アメージング・テクニカラー・ドリームコート Joseph and the Amazing Technicolor Dreamcoat (1999) ビデオ映画
- クリスマス・キャロル A Christmas Carol (1999) テレビ映画
- プロフィオン 経度への挑戦 Longitude (2000) テレビ映画
- 抹殺者 The Body (2001)
- フォルテ Town & Country (2001)
- 謀議 Conspiracy (2001) テレビ映画
- フォース・エンジェル The Fourth Angel (2001)
- フロム・ヘル From Hell (2001)
- ファイナル・ステージ The Final Curtain (2002)
- アイル・ビー・ゼア I'll Be There (2003)
- フリーズ・フレーム Freeze Frame (2004)
- 80デイズ Around the World in 80 Days (2004)
- ブリジット・ジョーンズの日記 きれそうなわたしの12か月 Bridget Jones: The Edge of Reason (2004)
- サイレントノイズ White Noise (2005)
- 銀河ヒッチハイク・ガイド The Hitchhiker's Guide to the Galaxy (2005) 声のみ
- オリバー・ツイスト Oliver Twist (2005)
- ブラック・ダリア The Black Dahlia (2006)
- デイ・オブ・ザ・デッド Day of the Dead (2008) ビデオ映画
- ワルキューレ Valkyrie (2008)
- エドウィン・ドルードの謎 The Mystery of Edwin Drood (2012) テレビ映画
- Merry Christmas! 〜ロンドンに奇跡を起こした男〜 The Man Who Invented Christmas(2017)
- ナポレオン Napoleon (2023)

### テレビドラマ
- The Life and Adventures of Nicholas Nickleby  (1982) ミニシリーズ
- 刑事ロニー・クレイブン Edge of Darkness (1985) ミニシリーズ
- デス・ヒート/スパイを愛した女 A Perfect Spy (1987) ミニシリーズ
- 新80日間世界一周 Around the World in 80 Day (1989) ミニシリーズ
- デイヴィッド・コパフィールド David Copperfield (1999) ミニシリーズ
- デューン/砂の惑星 Dune (2000) ミニシリーズ
- デューン/砂の惑星II Children of Dune (2003) ミニシリーズ
- スパルタカス Spartacus (2004)
- フランケンシュタイン Frankenstein (2004) ミニシリーズ
- ドクター・マーティン Doc Martin (2004 - 2017)
- ROME［ローマ］ Rome (2005 - 2007)
- ドクター・フー Doctor Who (2010 - 2011)